# Golfe Ambracique
Le golfe Ambracique (en grec moderne : Αμβρακικός κόλπος / Amvrakikós kólpos) est un golfe de la mer Ionienne, au nord-ouest de la Grèce.
Il tire son nom de la cité antique d'Ambracie. 

## Géographie
Le golfe est presque entièrement clos, et ne possède en guise d'ouverture vers la mer qu'un passage étroit, entre Préveza et Actium (ville en face de laquelle eut lieu la bataille navale entre les flottes d'Octave, d'une part, et celles d'Antoine et de Cléopâtre, d'autre part). 
Il est peu profond et ses côtes sont bordées de nombreux marais, dont de grandes parties forment un estuaire. En 1975, le golfe Ambracique a été inscrit sur la liste des zones humides d'importance internationale relative à la convention de Ramsar de 1971. Le site, d'une superficie de 287 km2, est également classé depuis 2008 en tant que parc national de Grèce.

## Histoire
C'est à l'entrée et sur la côte sud de ce golfe que se livra la bataille d'Actium l'an 31 av. J.-C..
La bataille navale de Préveza a eu lieu à proximité le 27 septembre 1538. La large victoire de Khayr ad-Din Barberousse sur une flotte chrétienne dirigée par le génois Andréa Doria, assura la maîtrise de la Méditerranée à l'Empire ottoman jusqu'à la bataille de Lépante, 33 ans plus tard.